# Yaginumaella aishwaryi
Yaginumaella aishwaryi es una especie de araña saltarina del género Yaginumaella, familia Salticidae. Fue descrita científicamente por Jose en 2013.
Habita en India.